# سينثيا روبرتس غورتن
سينثيا روبرتس غورتن (بالإنجليزية: Cynthia Roberts Gorton) هي كاتِبة وشاعرة أمريكية، ولدت في 27 فبراير 1826 في غريت بارينغتون في الولايات المتحدة، وتوفيت في 1894.